# قراءة دقيقة (نقد أدبي)

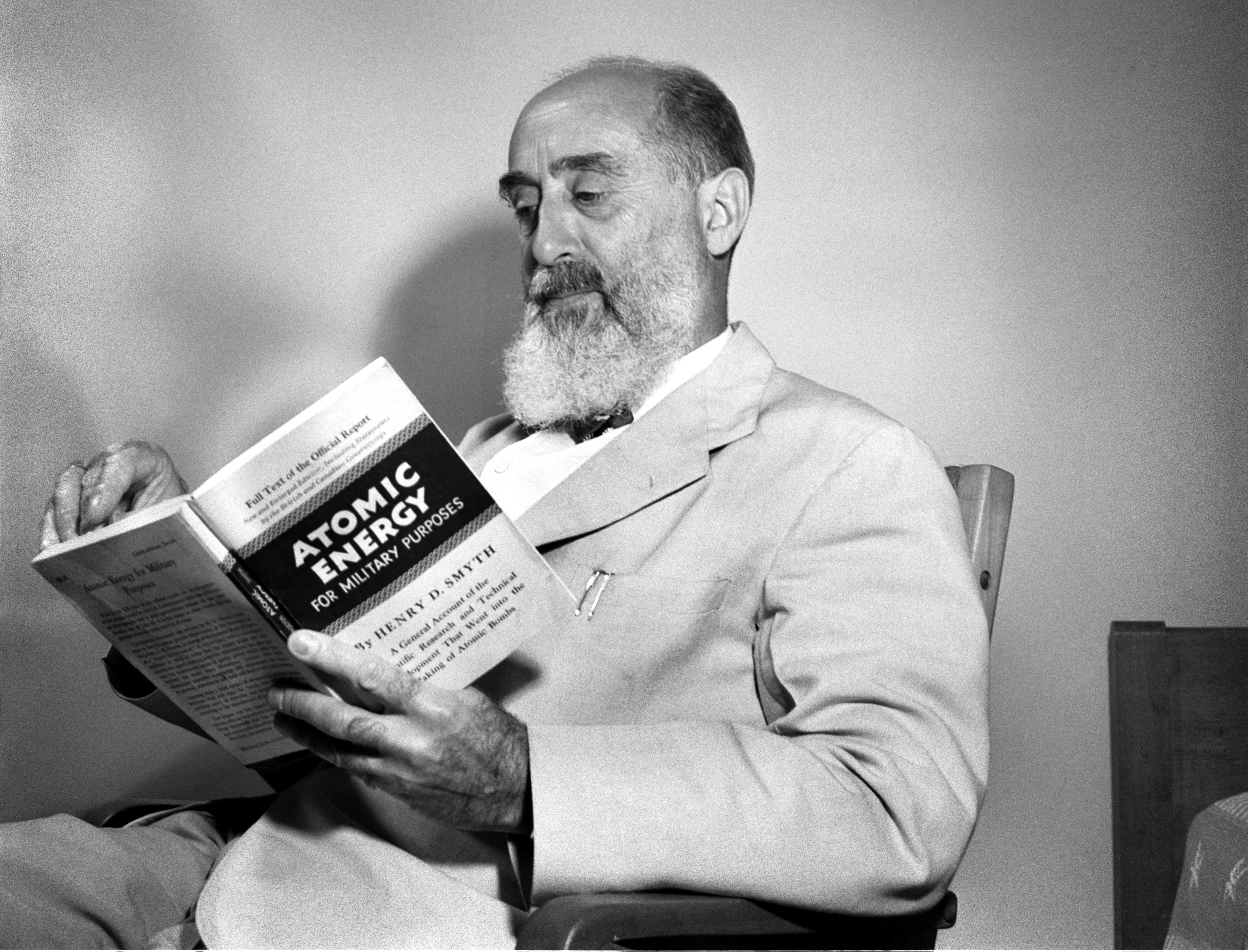

في النقد الأدبي، القراءة الدقيقة هي التفسير الدقيق والمستمر لمقطع نصي قصير. تركز القراءة الدقيقة على الخاص والمفرد من الكلمات وبناء الجُمَل وترتيبها بحيث تكشف (أي الجمل) عن مضمون أفكارها. القراءة الدقيقة لنص مكون من 200 كلمة مثلاً قد تكون بطول آلاف الكلمات عن قرائتها بشكل دقيق، وبدون الإسراف في الملاحظة والتمعُّن.

## التاريخ
القراءة الأدبية الدقيقة والتعليقات لها سابقة واسعة في تفسير النصوص الدينية، وعلى نطاق أوسع، في تأويل الأعمال القديمة. على سبيل المثال، يشير Pazand ، وهو نوع من الأدب الفارسي الأوسط، إلى نصوص Zend (حرفيًا: «تعليق» / «ترجمة») التي تقدم شرحًا وقراءة وثيقة للأفستا، النصوص المقدسة للزرادشتية. تقدم التعليقات الكتابية للتلمود نوذجاً قديما للقراءة الدقيقة. في الدراسات الإسلامية، ازدهرت قراءة القرآن عن قرب وأنتجت مجموعة هائلة من القراءات الدقيقة التي ظهرت ككتب تفسير وما شابه. لكن التشبيه الديني الأقرب إلى القراءة الأدبية المعاصرة الوثيقة، والعلاقة التاريخية الرئيسية مع ميلادها، هو صعود النقد الأعلى، وتطور النقد النصي للكتاب المقدس في ألمانيا في أواخر القرن الثامن عشر.

## أمثلة
مناقشة بروكس لما كتبه جون كيتس بعنوان «نشيد على جرة جرياني» تجسد استخدامه للقراءة الدقيقة عن قرب. في «مؤرخ كيتس سيلفان»، يجد الجدال حول الخطوط الشهيرة للقصيدة في غير محله، ويصر بدلاً من ذلك على أن «غموض» «الجمال هو الحقيقة، جمال الحقيقة - هذا هو كل شيء / تعرفون على الأرض، وكلهم بحاجة إلى تعرف» أفضل فهم كتعبير عن الجرار نفسها (151-153). وتؤكد القصيدة هذا الغموض، في سطور تصف الجرة من ناحية بأنها «عروس الهدوء» و «طفل رضيع من الصمت» وعلى الجانب الآخر، «مؤرخ سلفان» (155). بهذه الطريقة تصف القصيدة الجرة بمصطلحات متناقضة أكثر مما تشير له الجرة نفسها من تناقض. يتبع بروكس هذا المنطق من خلال النظر في الكيفية التي قد لا يصف بها «مؤرخ سيلفان» الجرة تاريخياً فحسب، بل أيضًا نوع التاريخ الذي قد تعكسه الجرة نفسها. من اتباع القصيدة بهذه الطريقة، يصل بروكس إلى التأكيد على أن تفسيره مستمد من سياق القصيدة «نفسها» (164).
في مثال أكثر تطرفًا، يخصص جاك دريدا في أوليسيس غرامون أكثر من ثمانين صفحة لكلمة «نعم» في رواية جيمس جويس أوليسيس ، وهو جهد وصفه [./https://en.wikipedia.org/wiki/J._Hillis_Miller J. Hillis Miller] بأنه يعبر عن إفراط مبالغٍ فيه فيما يخص القراءة الدقيقة.

## تدريس القراءة الدقيقة
يعود السبب وراء زيادة تعليم القراءة الدقيقة في التعليم الابتدائي والثانوي جزئيًا إلى زيادة تعقيب الأساتذة الجامعيين في أوائل منتصف العقد الأول من القرن العشرين بأن الطلاب كانوا يصلون إلى قاعات الدراسة بالجامعة مع القليل من مهارات الاستيعاب. تزايد الطلب والشروط على الطلاب لاكتساب مهارات ملموسة في المدارس الثانوية التي يحتاجون إليها في الانتقال إلى التعليم العالي وإلى حياة الكبار بلغت ذروتها في وضع معايير الدولة الأساسية المشتركة في عام 2009. منذ ذلك الحين، كان هناك دفعة لمعلمي فنون اللغة الإنجليزية، وخاصة في المرحلة الثانوية، لمساعدة الطلاب على تطوير استراتيجيات القراءة الدقيقة. تتطلب العديد من معايير فنون اللغة الإنجليزية (ELA) الخاصة بأدب القراءة من الطلاب أن يكونوا قادرين على الاستشهاد بالأدلة النصية المباشرة وتحليل الكلمات في السياق. على سبيل المثال، معيار CCSS.ELA-LITERACY.RL.9-10.4 يطلب من الطلاب «تحديد معنى الكلمات والعبارات كما هي مستخدمة في النص، بما في ذلك المعاني التصويرية والضمنية؛ وتحليل التأثير التراكمي لاختيارات كلمة معينة على المعنى والنغمة (على سبيل المثال، كيف تثير اللغة الشعور بالزمان والمكان؛ كيف تحدد اللغة نغمة رسمية أو غير رسمية).» 

### استراتيجيات
في الولايات المتحدة، حيث أن معظم الولايات قد اعتمدت المعايير الأساسية المشتركة،  هناك عدد متزايد من الموارد المصممة لمساعدة المعلمين على توجيه وتنفيذ استراتيجيات القراءة عن قرب في فصولهم الدراسية. في عام 2012، نشرت Kylene Beers وRobert E في Probst Notice & Note: استراتيجيات للقراءة عن قرب ، والتي وضعت ستة «علامات» تنبه القراء إلى لحظات مهمة في العمل الأدبي وتشجع الطلاب على القراءة عن كثب وبشكل دقيق.
هناك مورد آخر، وضع من قبل بيت بيرك (NBCT) ل تامبا باي تايمز NIE (صحيفة تعليمية)، ويعرض الخطوات المتبعة في قراءة متأنية وكيفية سقالة استراتيجيات للطلاب. توصي الخطوات باستخدام نموذج الإصدار التدريجي  في التدريس، بدءًا بنمذجة القراءة عن قرب أمام الفصل، ثم جعل الطلاب يعملون على الاستراتيجية في مجموعات قبل أن يجربوها بمفردهم.
تشمل الطرق الإضافية لدعم الطلاب في تعليم القراءة الدقيقة على توفير منظمات الرسوم البيانية التي تساعدهم على تجميع أفكارهم مع الأدلة النصية. توجد العديد من الموارد التعليمية ودلائل الإرشاد للقراءة الدقيقة من أجل مساعدة الطلاب من جميع المستويات (انظر مسرد للنقد القصصي للعهد الجديد مع الرسوم التوضيحية)، وعلى وجه الخصوص ما يتعلق بالشِّعر في القراءة الدقيقة (انظر على سبيل المثال: قراءة الشعر الوثيق: مقدمة عملية ودليل للتفسير.)

## لمحة تاريخية
ظهرت تقنية القراءة الدقيقة –في أعمال الدراسات الأدبية– في بريطانيا في عشرينيات القرن العشرين، في أعمال آي. إيه. ريتشاردز وطالبه ويليام إيمبسون، والشاعر تي. إس. إليوت، وسعوا للاستعاضة عن الرؤية «الانطباعية» للأدب، المهيمنة حينئذ، بما دعاه ريتشاردز «النقد العملي» الذي يركز على اللغة والصياغة. رسّخ النقاد الأمريكيون الجدد في ثلاثينيات وأربعينيات القرن العشرين وجهات نظرهم بطريقة متشابهة، وروّجوا للقراءة الدقيقة كوسيلة لفهم أن استقلالية العمل (القصيدة غالباً) مهمة أكثر من أي شيء آخر، بما في ذلك نية المؤلف، والسياقات الثقافية للتلّقي، والإيديولوجية بصورة أوسع.
تعتبر القراءة الدقيقة وحدها قادرة على معالجة العمل بوحدته المعقدة، بالنسبة للنقاد مثل كلينث بروكس، وويليام كي ويمسات، وجون كرو رانسم، وألين تيت، نظرا لاهتمامها بالفروق الدقيقة والترابط بين اللغة والصيغة. سيطر تأثير هؤلاء النقاد على النقد الأدبي الأمريكي وأقسام الإنجليزية على مدى عدة عقود، وظلت القراءة الدقيقة مهارة أساسية –متجنسة تقريبًا– بين نقاد الأدب، حتى بعد تلاشي أهمية النقد الجديد في الجامعات الأمريكية في السنوات الأخيرة من الحرب الباردة. دفعت الجهود المبذولة لإضفاء الطابع التاريخي على جماليات النقد الجديد وتظاهرها غير السياسي الأكاديميين –خاصة ممن في أقسام اللغة الإنجليزية– لمناقشة مصير القراءة الدقيقة، والسؤال عن وضعها كممارسة نقدية، مع نهاية القرن الحادي والعشرين.
عرضت مؤسسة الأقسام الأمريكية للغة الإنجليزية (إيه دي إي) مجموعة من المقالات التي حاولت تقييم ما احتفظ به القرن الحادي والعشرين من أجل القراءة الدقيقة، في اثنين من نشرات عام 2010. كان الدافع وراء هذه المقالات –كما لاحظ جميع العلماء– هو التغييرات التي لاحظوها في عمل زملائهم وطلابهم، وكذلك في الثقافة المعاصرة، التي جعلتهم يفكرون مرة أخرى حول سبب أهمية القراءة الدقيقة لدراسة الأدب. أشار جوناثان كولر إلى اختفاء القراءة الدقيقة من أهداف النقد الأدبي، نظرًا لأن الضوابط جعلت منها أمرا بديهيا. كان هذا الغياب بحاجة إلى استدراك بالنسبة لكول، وجين جالوب، وبالتالي أشار إلى فرصة أقسام اللغة الإنجليزية لتجديد واحدة من أكثر السمات المميزة لدراسة الأدب والاستفادة منها. أكّد كولر وجالوب على أن بصمة القراءة الدقيقة، والاهتمام الدقيق بأعمال اللغة والصيغة، مازالت قيّمة، بما أن النقد الجديد وموقفه الانعزالي تخلى عن تسييس الدراسات الأدبية، والتطورات التكنولوجية قد غيرت الطرق ذاتها التي يقرأ بها الناس.
جادل كل من إن. كاثرين هايلز وجون غيلوري، المهتَمَّين بتأثير الإعلام الرقمي على الطرق التي يقرأها الناس، أن مهارات القراءة الدقيقة لا تُترجم إلى سياق رقمي فحسب، بل يمكن أن توجد أيضًا على نحو مثمر جنبًا إلى جنب مع القراءة المفرطة، بحيث تُولَد روابط ووصلات بينية للويب.

## أمثلة
تعد القراءة الدقيقة لبروكس نموذجية لتوظيف النقد الجديد في الغرض النصي وحده. وجد الباحثون مع ذلك أن القراءة الدقيقة مفيدة لإنتاج المزيد من الأعمال المستثمرة سياسيًا واجتماعيًا، وبالتالي رفض الاعتقاد الناقد الجديد في التفوق الأدبي مع استغلال الاهتمام الذي عومل به نصيّا. نشرت ساندرا غيلبرت وسوزان غوبار قراءة دقيقة لإثبات تميز الخيال الأدبي الأنثوي، في كتاب المرأة المجنونة في العلية: المرأة الكاتبة وخيال القرن التاسع عشر الأدبي (1979) المعروف كواحد من أقدم التصريحات للنقد الأدبي النسوي.  تتابع فصول الكتاب الستة عشر حججهم، إذ عبرت الكاتبات عن قلقهن حول التأليف، وغضبهن من تقييدهن بالأنوثة المنصاعة، وترميزهن الماكر لنقدهن البطريركية، مع الانتباه إلى اللغة، والمجاز، والصيغة، ودُرّبت غيلبرت وغوبار على ممارسة دور طلاب الدراسات العليا في أواخر ستينيات القرن العشرين.
تتجلى الأصداء النقدية الجديدة في الفصول الفردية المكرسة للقراءات الدقيقة لفرانكشتاين لماري شيللي، ومرتفعات ويذرنغ لإميلي برونتي، والبروفسور وجين آير وشيرلي وفيليت لشارلوت برونتي، وكذلك الابتكار السياسي. اعترف المراجعون الأكاديميون والعاديون بهذه الميزة، حيث وصفوا الأكاديميّتَين بأنهما «مهرطقتان غنوصيتان ادّعيتا العثور على الرمز السري الذي يحل الألغاز في النصوص القديمة» (شرايبر 11) ووصفوا تفسيراتهم على أنها «تضافر ماهر في تحليل المعلومات في كتابات المرأة». (129)
يخصص جاك دريدا في غرامافون أوليسيس –كمثال أكثر مبالغة– أكثر من ثمانين صفحة لكلمة «نعم» في رواية اوليسيس لجيمس جويس، العمل الذي وصفه جي. هيليس ميلر بأنه «انفجار مغرق ومفرط» لتقنية القراءة الدقيقة.